# Konstanty Gorski
Konstanty Antoni Gorski (ur. 1 czerwca?/13 czerwca 1859 w Lidzie, zm. 31 maja 1924 w Poznaniu) – polski kompozytor, skrzypek-wirtuoz, pedagog, dyrygent, działacz społeczny, autor pieśni, dwóch oper i wielu utworów instrumentalnych.

## Życiorys

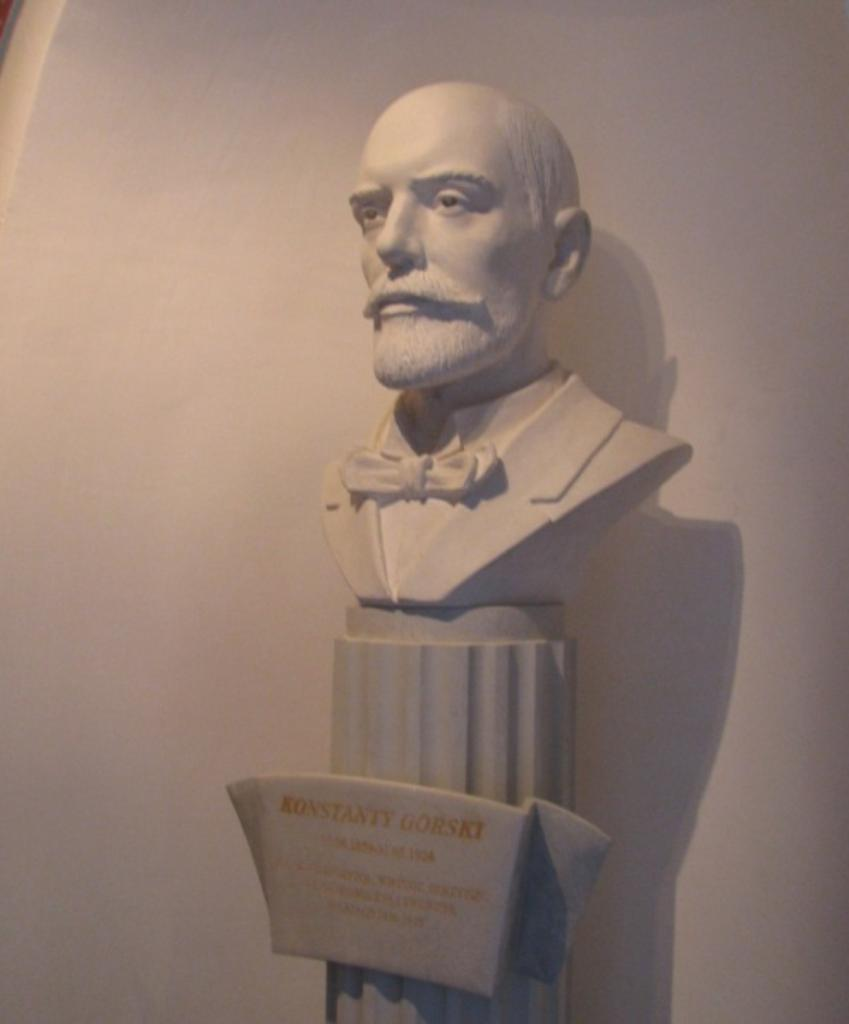
Popiersie Konstantego Gorskiego (autor: Aleksander Porożniuk), odsłonięte 14 czerwca 2009 r. w Katedrze Wniebowzięcia Najświętszej Maryi Panny w Charkowie

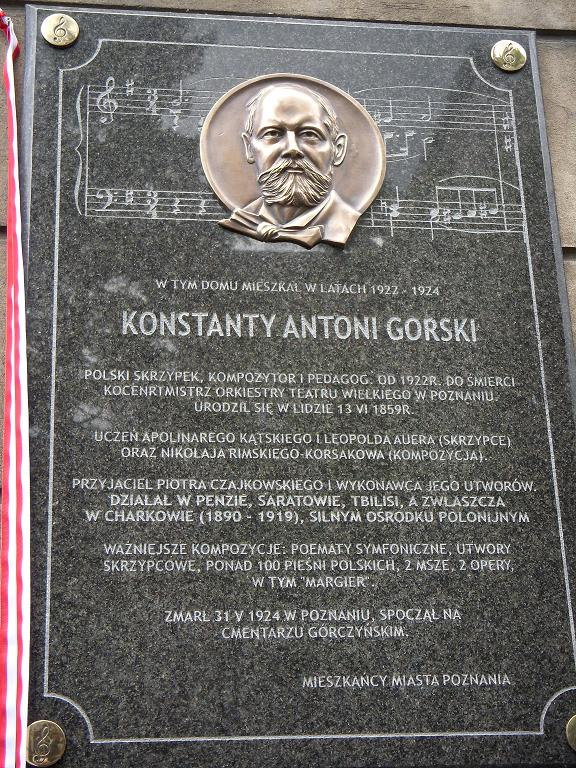
Tablica pamiątkowa (autor: Krzysztof Jakubik), odsłonięta 23.05.2009 r. na domu przy ulicy Niegolewskich 24 w Poznaniu, w którym K.Gorski mieszkał w latach 1922–1924

Naukę rozpoczął w Grodnie, a następnie przeniósł się do Pierwszego Gimnazjum Filologicznego w Wilnie. Wykształcenie muzyczne zdobył w Instytucie Muzycznym Apolinarego Kątskiego w Warszawie i Konserwatorium Petersburskim. W 1881 roku ukończył klasę skrzypiec u znanego węgierskiego skrzypka i pedagoga Leopolda Auera (otrzymując duży srebrny medal i godność „artysty wyzwolonego”), a w następnym roku – kompozycję i instrumentację w klasie słynnego rosyjskiego kompozytora Nikołaja Rimskiego-Korsakowa. W 1890 roku po ośmioletniej podróży po Rosji i Gruzji, przez Penzę, Saratów i Tyflis (obecnie Tbilisi) Konstanty Gorski przybył do Charkowa, by zostać tu 29 lat.
Ten okres w życiu kompozytora to czas aktywnej działalności pedagogicznej w Charkowskiej Średniej Szkole Muzycznej, społecznej (był m.in. jednym z założycieli Towarzystwa Kulturalnego „Dom Polski” w Charkowie), dyrygenta orkiestry symfonicznej i założonego przez siebie Chóru Polskiego i Kościelnego, a także uwielbianego przez publiczność skrzypka oraz cenionego przez innych kompozytorów interpretatora ich dzieł (wielką estymą darzył go Piotr Czajkowski, uważając K. Gorskiego za jednego z najlepszych wykonawców jego Koncertu skrzypcowego D-dur)
Zmiany polityczne i ekonomiczne w Imperium Rosyjskim, głównie wybuch rewolucji październikowej w 1917 roku, w znaczący sposób wpłynęły na życie Konstantego Gorskiego. W warunkach zbliżającej się wojny domowej, nie widząc możliwości kontynuowania w Charkowie działalności artystycznej, K. Gorski wraz z rodziną wrócił do wolnej Polski. Najpierw do Warszawy, gdzie pracował jako taper w kinach „Colosseum” i „Wodewil”, a następnie do Poznania, gdzie objął stanowisko koncertmistrza orkiestry Teatru Wielkiego, które zajmował do końca życia. Już po śmierci kompozytora na deskach opery poznańskiej w 1927 roku wystawiono jego operę „Margier”. W okresie międzywojennym wykonane były również inne jego utwory, m.in. Missa Solemnis Es-dur (m.in. przez Koło Śpiewu im. Stanisława Moniuszki w Poznaniu), poemat symfoniczny Zaczarowane koło i Fantazja organowa f-moll (po raz pierwszy wykonał ją w 1920 r. Antoni Karnaszewski w Filharmonii Warszawskiej, trzy lata później w czasie obchodów kopernikowskich na uniwersytecie poznańskim Feliks Nowowiejski. Fantazja organowa K. Gorskiego wykonywana jest do dziś z niesłabnącym powodzeniem).

## Wybrane dzieła
Konstanty Gorski pozostawił bogaty dorobek artystyczny. Do najbardziej znanych jego kompozycji należą:
- Fantazja organowa f-moll ; , uważana za jeden z najlepszych utworów w polskiej późnoromantycznej literaturze organowej, „godny, a może nawet przewyższający najlepsze dzieła Mieczysława Surzyńskiego i Feliksa Nowowiejskiego”[2];
- Dwie msze: a-moll oraz Missa Solemnis Es-dur;
- ponad 100 pieśni, w tym 12 pieśni do słów M. Konopnickiej, Wł. Syrokomli, Zd. Dębickiego i in. na m-sopran lub tenor z towarzyszeniem fortepianu, wydanych w 1914 r., "Śpiew powstańców" (na chór mieszany) [w:] Nowy śpiewnik polski / Nowowiejski Feliks, Poznań [etc.] 1924, a także pieśni religijne m.in. Ave Maria, Salve Regina , Salutation a la Sainte Vierge , Зряще мя безгласна  (prawosławna pieśń żałobna na chór mieszany a capella);
- poematy symfoniczne: Na Olimpie na podstawie noweli Henryka Sienkiewicza, Zaczarowane koło na podstawie baśni Lucjana Rydla;
- dwie opery: Margier – opera w trzech aktach na podstawie poematu Władysława Syrokomli (wyciąg fortepianowy wydany w Sankt Petersburgu w 1905 r.) oraz Za chlebem – opera w dwóch aktach na podstawie noweli Henryka Sienkiewicza;
- Utwory na skrzypce i fortepian: Souvenir de Nadrzecze. Premiere Mazurka, Petite Etude – Spiccato, Seconde Mazourka, sur des chants polonais, Aria, Gavotte, Romance, 3-ieme Mazourka, 1-ere Polonaise de Concert D-dur, 2-de Polonaise de Concert A-dur, Poeme Lyrique (wydane w oficynie D.Rahtera w Lipsku).

## Dyskografia
- Konstanty Gorski – Константин Горский 1859-1924, NN Studio Records, 2010 - dwupłytowy album utworów wokalnych i instrumentalnych K. Gorskiego w wykonaniu m.in. Wiktorii Łuniakiny (sopran dramatyczny), Wiktorii Żitkowej (mezzosopran), Eleny Lewaszowej (fortepian), Elly Złotnikowej (skrzypce), Stanisława Kalinina (organy), Anny Sagałowej (fortepian), Akademickiego Chóru Kameralnego im. W.Pałkina pod dyrekcją Andreja Syrotenki.

Ponadto istnieją co najmniej dwa nagrania Fantazji organowej f-moll Konstantego Gorskiego:
- Zabytkowe organy w Polsce. Na organach kościoła seminaryjnego w Warszawie gra Wiktor Łyjak, PRO MUSICA CAMERATA DUX PMC 003.
- Polish Romantic Organ Music, wykonawca: Marek Kudlicki, Polskie Nagrania, 2005.